# Lethal Autonomous Weapon System
Lethal autonomous weapons (systems), kurz LAWs oder AWS (deutsch: Tödliche autonome Waffen, umgangssprachlich Killerroboter) sind Waffensysteme, die entwickelt wurden, um militärische Ziele (Personen, Anlagen) ohne weitere menschliche Einwirkung auszuwählen und anzugreifen. Sie können in der Luft, an Land, zu Wasser, unter Wasser oder im Weltraum betrieben werden. Diese Waffensysteme können selbstständig Daten analysieren, sich frei in ihrem Einsatzgebiet bewegen und die ihnen zur Verfügung stehenden Waffen wie z. B. Maschinengewehre, Kanonen oder Raketen steuern. Fortschritte auf dem Gebiet der künstlichen Intelligenz (KI) ermöglichten die Entwicklung solcher autonom agierender Systeme. Diese Roboter können entweder sich selbständig fortbewegen oder aber fest montiert sein (zum Beispiel auf Kriegsschiffen, entlang von Grenzen oder in der Nähe schützenswerter militärischer oder ziviler Einrichtungen).
Der potenzielle Einsatz dieser Waffensysteme wirft zahlreiche rechtliche, ethische und sicherheitspolitische Fragen auf, über die bei den Vereinten Nationen in Genf diskutiert worden ist. Derzeit (2014) gibt es keinen rechtlichen Rahmen, der den Einsatz von LAWs oder vergleichbaren autonomen Waffensystemen ausdrücklich verbietet oder regelt. LAWs unterliegen wie alle anderen Waffensysteme geltendem Völkerrecht, wie es in Artikel 36 des Zusatzprotokolls I der Genfer Konventionen niedergelegt ist. 
Diese verpflichten Staaten dazu „zu prüfen, ob der Einsatz neuer Waffen oder Mittel der Kriegsführung mit dem humanitären Völkerrecht vereinbar ist.“ Ein Verbot steht aber nicht zur Debatte.
Verhandlungen über das Ächten entsprechender Roboter und Drohnen in Genf wurden 2018 ergebnislos abgebrochen. Die USA und andere Staaten lehnten eine internationale Gesetzgebung ab. 
Die Haltung Deutschlands war ambivalent. Anfang 2020 sprach sich der Deutsche Bundestag gegen eine Ächtung aus. 2021 sprach sich das internationale rote Kreuz für eine Regulierung aus und lehnte den gezielten Einsatz gegen Menschen ab.